# Phoebetria
Phoebetria – rodzaj ptaków z rodziny albatrosów (Diomodeidae).

## Zasięg występowania
Rodzaj obejmuje gatunki występujące na Oceanie Indyjskim, Południowym i Atlantyckim.

## Morfologia
Długość ciała 84–93 cm, rozpiętość skrzydeł 183–232 cm; masa ciała samic 2100–2800 g, samców 2200–3360 g.

## Systematyka

### Etymologia
Phoebetria: gr. φοεβητρια phoebētria „prorokini, wieszczka”, od φοιβος phoibos „prorok”.

### Podział systematyczny
Do rodzaju należą następujące gatunki:
- Phoebetria fusca (Hilsenberg, 1822) – albatros brunatny
- Phoebetria palpebrata (J.R. Forster, 1785) – albatros ciemnogłowy